# David and Goliath (David Ragsdale)
David e Goliath è il primo album come solista di David Ragsdale, già violinista e chitarrista della rock band Kansas.

## Tracce
1. Bach Stabber – 8:22
2. Dimon Street – 6:18
3. Rondo e Fugue – 5:17
4. After the Storm – 2:17
5. Opus 2 Number One – 4:38
6. Hit and Run – 5:19
7. David e Goliath – 5:12
8. Jungle Waterfall – 4:50
9. Stu's Lament – 5:05

## Formazione
- David Ragsdale – violino, chitarra